# Визе, Робер де
Робер де Визе (фр. Robert de Visée) — французский гитарист, лютнист и композитор. Был виртуозом гитары, игре обучался у Франческо Корбетты. В ранние годы жизни занимался преподаванием. В 1680 году стал членом Королевского музыкального общества. С 1708 года Визе был певцом в придворной капелле, а в 1719 году стал королевским учителем игры на гитаре. На этой должности его сменил сын.
Визе является автором двух сборников пьес для гитары: «Сборник пьес для гитары, посвященный королю» (Париж, 1682) и «Сборник пьес для гитары» (Париж, 1686); пьес для теорбы и лютни (1716); арий (1731—1732) и др. Первый сборник пьес для гитары посвящён Людовику XIV, в него входят шесть сюит, каждая из которых содержит 6-13 пьес. Во второй сборник входят три такие сюиты более лёгкого содержания.